# Джованні Батіста Піреллі
Джова́нні Баті́ста Піре́ллі (італ. Giovanni Battista Pirelli; 27 грудня 1848, Варенна, Ломбардія, Італія — 20 жовтня 1932, Мілан) — італійський інженер, підприємець і політик, засновник всесвітньовідомого концерну Pirelli.

## Біографія
Джованні Піреллі був восьмим з десятьох дітей в родині пекаря Сантіно Піреллі та домогосподарки Рози Ріва. П'ятеро дітей померло в ранньому віці. Батько помер коли Джованні виповнилося 8 років.
Після навчання у школах у Варенні та Комо в 1861 році для продовження навчання приїхав до Мілану, де вчився у технічному інституті св. Марти (пізніше ім. Карло Каттанео) за фізико-математичним напрямком.
У 1865 році він вступає до університету в Павії, на фізико-математичному відділення якого пройшов підготовку, необхідну для вступу до Вищого технічного інституту цивільних інженерів в Мілані (пізніше Міланська Політехніка), до якого вступив 1867 року. Як і більшість патріотично налаштованої молоді університету бере участь у операціях Гарибальді проти австрійських військ у Трентино, але потяг до точних наук переважає і Джованні повертається до навчання в університеті, а згодом у Вищому технічному інституті в Мілані.

## Створення виробництва
10 вересня 1870 року Джованні Піреллі по закінченні Вищого технічного інституту отримує диплом і, як найкращий випускник, — Премію Крамер, засновану міланською аристократкою Терезою Берра Крамер в пам'ять про її сина інженера, в розмірі 3000 лір. Цю суму належало використовувати для поїздки закордон для вивчення і впровадження в Італії нових перспективних виробництв і галузей промисловості.
З листопада 1870 до листопада 1871 Джованні на кошти премії Крамер, спільно з професором загальної механіки Джузеппе Коломбо на підставі аналізу перспективних виробництв, які були би корисними для Італії, складає програму створення в Італії переробки каучуків та виготовлення продукції на їх основі.
Під цей проект були залучені кошти міланських ділових кіл і створено підприємство G.B. Pirelli & C. — зародок майбутнього концерну Pirelli, керівництво яким обійняв Д. Б. Піреллі. Підприємство було побудовано на тогочасній околиці Мілану і зосередилось спочатку на виробництві гумових виробів для промисловості, розширивши згодом асортимент.

## Громадська і політична діяльність
1909 року Д. Б. Піреллі був призначений королем Віктором Емануїлом III Савойським на посаду сенатора Королівства Італія.
1919 року обраний президентом Всезагальної Конфедерації Промисловості Італії, відомої також як Конфіндустрія (Confindustria).

## Родина
Був одружений з Марією Сормані (Maria Sormani), з якою мав двох синів П'єро і Альберто, які продовжили сімейний бізнес.